# Bibb County (Georgia)
Bibb County is een county in de Amerikaanse staat Georgia.
De county heeft een landoppervlakte van 647 km² en telt 153.887 inwoners (volkstelling 2000). De hoofdplaats is Macon.

## Bevolkingsontwikkeling

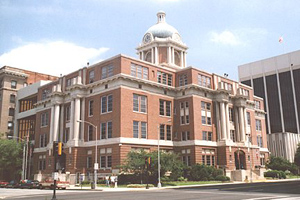
Bibb County Courthouse